# المكتبة الألمانية الرقمية
المكتبة الألمانِيّة الرّقمِيّة  (DDB) إحدى المكتبات الافتراضيّة العامّة الألمانِيّة. تُتِيح البوابة الإلكترونية الوُصُول إلى محتواها من الإرث الثقافي الألمانِيّ والعلميّ بشكل رقمي، باللِغتّين الألمانِيّة والإنجليزية. ويشمُل ذلك مجموعات رقميّة وفهرسة معلومات من المؤسّسات الثّقافيّة والعلميّة، مثل المكتبات ودُور المحفوظات والمتاحف ومكاتب الآثار ومكتبات وسائط الإعلام والجامعات وغيرها من المُنظّمات البحثِيّة. كما توفُّر في إطارها الرّقمِيّ، الصُور والكُتُب والوثائق والملفّات واللوحات والتماثيل والمعالم الأثريّة والموادّ السّمعيّة البصريّة من أعمال فنيّة وأدبيّة وغيرها. تُشكل المكتبة الرّقمِيّة مُساهمة جُمهُوريَّة ألمانيا الاِتّحاديّة في إطار مشروع أوروبّيّ يعنِّي بالحِفاظ على المعلُومات الّذي يُعرّف باسِم المكتبة الرّقمِيّة الأوروبيّة يورُوبَّيانا.

## انظُر أيضاً
- مكتبة
- رقمنة
- أوروبيانا
- مكتبة رقمية
- مشروع غوتنبرغ
- المكتبة الرقمية العالمية
- المكتبة المجانية الصغيرة

## وصلات خارجية
- الصّفحة الرّسميّة للمكتبة الألمانِيّة الرّقمِيّة (باللغة الألمانية، والإنجليزية).